# Virus de la mosaïque du chénopode
Sowbane mosaic virus
Espèce
Le virus de la mosaïque du chénopode, ou SoMV, acronyme de Sowbane mosaic virus, est un phytovirus pathogène, qui affecte principalement les plantes de la famille des Chenopodiaceae. Il est classé dans le genre des Sobemovirus dont l'espèce type est le virus de la mosaïque du haricot du Sud des États-Unis (SBMV, Southern bean mosaic virus).
C'est un virus à ARN simple brin à polarité positive, classé dans le groupe IV de la classification Baltimore. La capside non enveloppée et de forme ronde à symétrie icosaédrique a de 26-28 nm de diamètre. 
C'est un virus très répandu en Amérique du Sud et en Amérique centrale, mais présent également dans les autres continents, qui est transmis par des insectes vecteurs appartenant notamment aux familles des Aphididae et Cicadellidae, ainsi que par transmission mécanique et par les graines.
Parmi ses hôtes naturels, figurent les chénopodes (genre Chenopodium ssp.) chez lesquels il provoque une marbrure chlorotique, la vigne (genre Vitis ssp.) chez laquelle se produit parfois une infection latente.
Il infecte aussi mais rarement la pomme de terre et a été trouvé dans le cultivar 'Puebla' au Mexique.

## Référence biologique
- (en) ICTV : Sowbane mosaic virus  (consulté le 28 février 2021)